# Tschechische Badminton-Mannschaftsmeisterschaft 2018
Die Tschechische Badminton-Mannschaftsmeisterschaft der Saison 2017/2018 gewann das Team von Badminton FSpS MU.

## Vorrunde
| Platz | Team                                 | Punkte | Spiele | G | U | V | Spielpunkte |   |    | Sätze |   |    | Bälle |   |      |
| ----- | ------------------------------------ | ------ | ------ | - | - | - | ----------- | - | -- | ----- | - | -- | ----- | - | ---- |
| 1     | Badminton FSpS MU                    | 28     | 7      | 7 | 0 | 0 | 42          | - | 14 | 88    | - | 36 | 2377  | - | 1877 |
| 2     | BK 1973 Deltacar Benátky nad Jizerou | 25     | 7      | 6 | 0 | 1 | 45          | - | 11 | 95    | - | 36 | 2575  | - | 2001 |
| 3     | Sokol Radotín Meteor Praha           | 22     | 7      | 5 | 0 | 2 | 38          | - | 18 | 84    | - | 44 | 2412  | - | 2018 |
| 4     | TJ Sokol Klimkovice                  | 16     | 7      | 3 | 0 | 4 | 25          | - | 32 | 59    | - | 70 | 2251  | - | 2319 |
| 5     | SKB Český Krumlov                    | 13     | 7      | 2 | 0 | 5 | 25          | - | 33 | 62    | - | 68 | 2216  | - | 2333 |
| 6     | TJ Montas Hradec Králové             | 13     | 7      | 2 | 0 | 5 | 19          | - | 38 | 49    | - | 84 | 2221  | - | 2419 |
| 7     | USK Plzeň                            | 13     | 7      | 2 | 0 | 5 | 17          | - | 39 | 41    | - | 88 | 1980  | - | 2407 |
| 8     | TJ Sokol Dobruška                    | 10     | 7      | 1 | 0 | 6 | 16          | - | 42 | 38    | - | 90 | 1819  | - | 2477 |

## Viertelfinale
- TJ Sokol Klimkovice – SKB Český Krumlov: 5:3
- Sokol Meteor Praha-Radotín – USK Plzeň: 5:0

## Halbfinale
- Sokol Meteor Praha-Radotín – BK 1973 Deltacar Benátky nad Jizerou: 5:3
- Badminton FSpS MU – TJ Sokol Klimkovice: 6:2

## Spiel um Bronze
- BK 1973 Deltacar Benátky nad Jizerou – TJ Sokol Klimkovice: 6:0

## Finale
- Badminton FSpS MU – Sokol Meteor Praha-Radotín: 5:3